# Talik
Il talik (dal russo talik, derivato dal verbo tait, fondere) è uno strato di  terreno non ghiacciato per tutto l'anno che si trova nelle zone del permafrost . Laddove questo è continuo, i talik spesso vengono a formarsi sul letto di fiumi e laghi termocarsici poco profondi, in cui l'acqua non gela in profondità nei mesi invernali, così come il suolo sottostante.

## Classificazione
I talik possono essere classificati in vario modo: 
- in base al luogo dove sorgono (fluviali, lacustri, sottomarini),
- in base al processo che li ha generati (termico, idrotermico, idrochimico),
- in base ad altri parametri (temporaneo, laterale, isolato).
Talvolta viene fatta la distinzione tra talik aperti, chiusi e "da cima a fondo" (through), a seconda se siano rispettivamente: 
- completamente circondati da permafrost,
- aperti in alto o
-  aperti in alto e negli strati congelati sotto il permafrost.

## Talik supra-permafrost
A causa della fluttuazione o dei cambiamenti del clima, alcune regioni del permafrost possono sviluppare uno strato non congelato tra lo strato attivo stagionale di scongelamento/congelamento e il permafrost. Lo strato viene chiamato talik supra-permafrost (sopra il permafrost), ma è diverso dai talik tradizionali (di solito associati alle masse d'acqua), in quanto si generano laddove il terreno scongelandosi in estate, non si ricongela completamente d'inverno. Secondo le previsioni, sarebbe il riscaldamento del clima a provocare i talik supra-permafrost nelle regioni mediamente fredde  (in regioni molto fredde il riscaldamento produce semplicemente un disgelo estivo più profondo senza formare uno strato talik; mentre nelle regioni di permafrost calde e poco profonde, il permafrost scompare rapidamente). Questo tipo di talik è stato recentemente osservato in Russia. Con il tempo e il continuo aumento della temperatura dell'aria o della coltre di neve, il talik diventerà sempre più spesso e lo strato di permafrost profondo sarà destinato a scomparire.